# Vinchina (departamento)

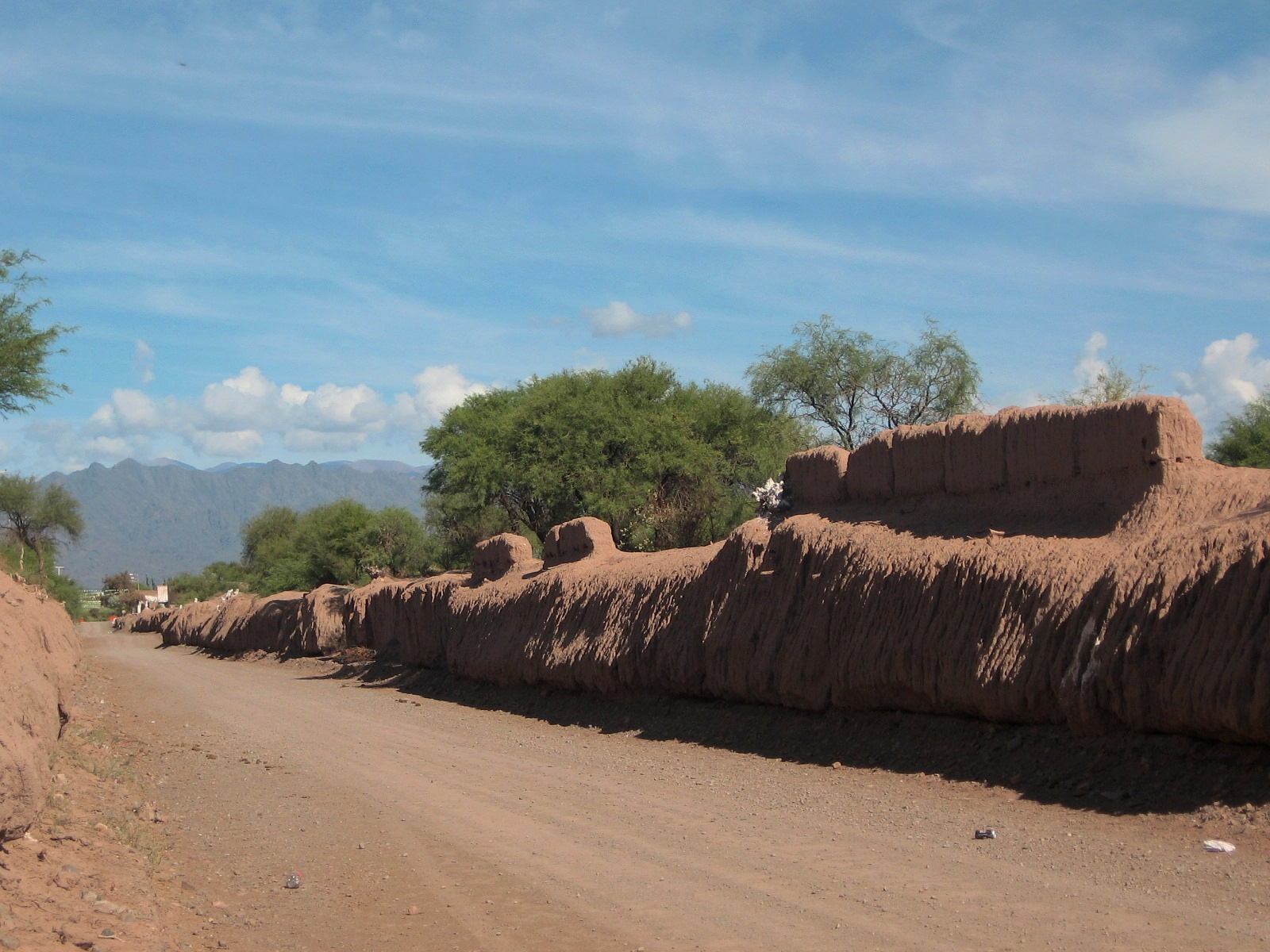
casas comuns no departamento de Vinchina

Departamento Vinchina é um departamento da província de La Rioja, na Argentina.